# コミック電撃だいおうじ
『コミック電撃だいおうじ』（コミックでんげきだいおうじ）は、KADOKAWA（アスキー・メディアワークスブランド）発行の月刊4コマ・ショートギャグ漫画雑誌。『月刊コミック電撃大王』の増刊として2013年（平成25年）9月27日に創刊された。

## 概要
「可愛い女の子×ギャグ」のコンセプトの下、4コマ作品やギャグ作品に特化した漫画雑誌として誕生し、創刊に先立ち、2013年（平成25年）8月10日から12日まで東京国際展示場（東京ビッグサイト）で開催された「コミックマーケット84」において、無料の小冊子『コミック電撃だいおうじ お誕生直前ブック』が配布された。2016年（平成28年）に創刊3周年を迎えたことを機に表紙ロゴデザインが一新された。
また、公式サイトにてオリジナル4コマ漫画が週替わりで（毎週月曜日 - 金曜日の週5日）掲載されている。

## 歴代編集長
- 杉原ちあき
- 今成正樹[1]

## 連載作品

### 現在の連載作品
VOL.143（2025年7月26日発売）現在。

#### オリジナル作品
- アクマは姉妹とアレをする（貞清カズヒコ）：VOL.128 - VOL.130、VOL.132 - ※短期集中連載[5]→連載[6]
- ガヴリールドロップアウト（うかみ）
- ♀ガキとおじさん（サラマンダ）：VOL.108 -
- シャイなあの子に懐かれたい（千葉らき）：VOL.125 - VOL.143[4]
- ストチル（カツヲ）：VOL.133 -
- ちりこ先輩は溜まっている。（ゆとりーぬ）：VOL.137 -
- 忍者と殺し屋のふたりぐらし（ハンバーガー）
- みだれたふたりのみたされごはん（北斗すい）：VOL.133 -
- 雪解けとアガパンサス（なうち）：VOL.109 - VOL.143[4]
- 私を養って！ 勇者さま（だーく）：VOL.127 -

#### 公式・パロディ作品
- 妹はカノジョにできないのに（作画：ちくわ。・原作：鏡遊・キャラクターデザイン：三九呂）：VOL.111 -
- うしろの席のぎゃるに好かれてしまった。もう俺はダメかもしれない。（漫画：栖夜まろみ・原作：陸奥こはる・キャラクター原案：緋月ひぐれ）：VOL.123 -
- 俺にだけ小悪魔な後輩は現実でも可愛いが、夢の中ではもっと可愛い（原作：片沼ほとり、作画：ときゎ、キャラクターデザイン：たん旦）：VOL.139 -
- ガリ勉くんと裏アカさん 散々お世話になっているエロ系裏垢女子の正体がクラスのアイドルだった件（漫画：花咲まひる・原作：鈴木えんぺら・キャラクター原案：小花雪）：VOL.132 -
- くたびれサラリーマンな俺、7年ぶりに再会した美少女JKと同棲を始める（漫画：ばふぁこ・原作：上村夏樹）：VOL.124 -
- 恋は双子で割り切れない（漫画：OKARI・原作：髙村資本・キャラクター原案：あるみっく）：VOL.104 -
- 性別不詳VTuberたちがオフ会したら俺以外全員女子だった（芦の木あい、原作：最宮みはや）：VOL.133 -
- ダチョウ獣人のはちゃめちゃ無双 アホかわいい最強種族のリーダーになりました（作画：鞠助・原作：サイリウム・キャラクター原案：Pilokey）：VOL.142 -
- 迷子の女の子を家まで届けたら、玄関から出てきたのは学年一の美少女でした（漫画：あぢゃらちな・原作：楠木のある・キャラクター原案：古弥月）：VOL.130 -

#### 不定期連載
- ゲーメイト（異識）：VOL.5（読み切り）、VOL.10 -
- のんかふぇ（カヅホ）

### 過去の主な連載作品

#### オリジナル作品
- あしたの今日子さん（いわさきまさかず）
- 遊んで! まんがのお兄さん（むうりあん）
- アブラブカダブラ（七介）
- アリス イン デッドリースクール（漫画：小島アジコ・原作：麻草郁）
- 宇宙警察☆ミーティアわんわん（古賀亮一）
- からふるキューシート!（ちくわ。）
- きみ子は残像を愛す（かしこ）
- コンポコ!（険持ちよ）
- 佐倉さんご指名ですよ（森みさき）
- 女子高生VS（氷川へきる）
- セキツイハウス（瀬野反人）
- だらしないお姉さんを飼いたい（日光のテカリ）
- ナンバーガール（谷川ニコ）
- ぬめ子はFXや株式優待で暮らしたい（ちょぼらうにょぽみ）
- ねぇねぇ。あのね、（柚木涼太）
- 早瀬川君と女神なお姉さん（ちくわ。）
- パンドラちゃんねる（氷川へきる）
- ひとりぼっちの○○生活（カツヲ）
- ぷあーなんてもうしまい（海月れおな）
- ブラック・ブラック・ロータス（おぎしろ・原作：みかみてれん）
- ふるまぷら（クール教信者）
- ぷれっぱ!（氷川へきる）
- 放課後☆同盟（9℃）
- 僕はお姫様になれない（若林稔弥）
- 真面目ガールと青春ランジェリー（タチ）
- やしろの魔王（黒田bb）
- ライト姉妹 〜ヒキコモリの妹を小卒で小説家にする姉と無職の姉に小卒で小説家にされるヒキコモリの妹〜（谷川ニコ）
- わくわくろっこモーション（大沖） - 隔月連載
- わたしはサキュバスとキスをした（白玉もち）

#### 公式・パロディ作品
- いつか働くお兄さん!（漫画：寺山電・原作：GOOD SMILE COMPANY・宇佐義大）[7]
- 革命倶楽部 ヴァルヴレイ部（漫画：かにかま・原作：サンライズ）
- 盾の勇者のとある一日（漫画：赤樫 原作：アネコユサギ キャラクター原案：弥南せいら）[8]
- タプリスシュガーステップ（漫画：ばふぁこ・原作：うかみ）
- 「凪のあすから」4コマ劇場 なぎよん（漫画：茶藤あんこ 原作：Project-118）
- 魔法科高校の劣等生 よんこま編（漫画：tamago・原作：佐島勤・キャラクターデザイン：石田可奈）
- 無職転生〜4コマになっても本気だす〜（漫画：野際かえで・原作：理不尽な孫の手・キャラクター原案：シロタカ）[9]
- 四畳半開拓日記（漫画：春日水那・原作：七菜なな・キャラクター原案：はてなときのこ）
- LAIDBACKERS-レイドバッカーズ- 〜元魔王らんちゃんの異世界せいかつ〜（漫画：梅原うめ・原作：おばけ屋）[10]

## 読み切り作品

### 他誌掲載作品の出張版
- あまりまわり出張版（黒田bb) - Vol.13掲載、「月刊コミック電撃大王」より。

### アンソロジー作品
2014年（平成26年）8月から10月まで開催された「進化宣言!電撃文庫FIGHTINGフェア」に合わせ、「FIGHTING 4コマ祭」と銘打ち、同年Vol.12からVol.14まで同文庫作品のアンソロジー4コマが掲載された。
- Girl Gate Online（「ソードアート・オンライン」より）（漫画：ゆずひ 原作：川原礫 キャラクターデザイン：abec） - Vol.12掲載
- 錬金術師は眠らない!!（「マグダラで眠れ」より）（漫画：芹沢えのの 原作：支倉凍砂 キャラクターデザイン：鍋島テツヒロ）- Vol.12掲載
- 魔王と勇者、お茶の間で決戦する（「はたらく魔王さま!」より）（漫画：茶藤あんこ 原作：和ヶ原聡司 キャラクターデザイン：029） - Vol.13掲載
- カナエと猫（「カナエの星」より）（漫画：舘津テト 原作：高橋弥七郎 キャラクターデザイン：いとうのいぢ） - Vol.13掲載
- 大小説家山田エルフの日常（「エロマンガ先生」より）（漫画：石鞠悠也 原作：伏見つかさ キャラクターデザイン：かんざきひろ） - Vol.14掲載
- 燃料の行方（「キノの旅 -the Beautiful World-」より）（漫画：かまた 原作：時雨沢恵一 キャラクターデザイン：黒星紅白） - Vol.14掲載

### 主なオリジナル作品
●印は「お誕生2周年特別企画・ビッグゲストフェスティバル」（2015年（平成27年）・Vol.25からVol.27まで）にて掲載された作品。
- あしたは教祖さま（木尾士目）●
- ある日、えぴあと花楓は姉妹になりました（笹桐）
- 犬猫兎＋ペンギン -井戸端事件帖-（ヤス）
- ゴミ屋敷の漫画家さん（しろ）●
- さろにゃんと一緒（桂明日香）●
- 0831（HERO）●
- それをすてるなんてとんでもない（見富拓哉）[13]
- 超常探偵X（saxyun）
- ナナツミの七姉妹（笹桐）[14]
- noni（okama）●
- 舞台裏のガヴリールさん（氷野広真・うかみ）[15][16]
- マネマネマネマネ（ハトポポコ[17]）●
- みんなにはナイショだよ（ヤス）●

## アニメ化作品
| 作品                       | 放送年 | アニメーション制作 | 備考 |
| -------------------------- | ------ | ------------------ | ---- |
| ガヴリールドロップアウト   | 2017年 | 動画工房           |      |
| ひとりぼっちの○○生活       | 2019年 | C2C                |      |
| 忍者と殺し屋のふたりぐらし | 2025年 | シャフト           |      |